# Derényi Imre
Derényi Imre (Csorna, 1970. június 22.) magyar fizikus, egyetemi tanár, a Magyar Tudományos Akadémia levelező tagja. Az Eötvös Loránd Tudományegyetem Természettudományi Kar Fizikai Intézet oktatója és a Biológiai Fizika Tanszék vezetője. Kutatási területe a molekuláris motorfehérjék működése.

## Tanulmányai
1976 és 1984 között végezte az általános iskolát Csornán, majd 1984 és 1988 között járt középiskolába Győrött. 1994-ben szerzett fizikus diplomát az ELTE-n. 1994 és 1997 között az ELTE Doktori Iskola hallgatója. 1997-ben szerzett doktori címet fizikából. Témavezetője Vicsek Tamás volt. Értekezésének címe Thermal Ratches in Biology and Physics volt.

## Munkássága
1997 és 1999 között a Chicagói Egyetem kutatója, majd 2000 és 2002 között a Marie Curie Intézet kutatója. 2002-ben kapott adjunktusi kinevezést az ELTE Biológiai Fizika Tanszéken. 2007-ben kapott docensi, 2012-ben egyetemi tanári kinevezést. 2017-től a tanszék vezetője.
2022-ben a Magyar Tudományos Akadémia levelező tagjává választották.

## Publikációk
A Google Tudós szerint az alábbi három kézirata a legidézettebb.:
- Palla, G., Derényi, I., Farkas, I., & Vicsek, T. (2005). Uncovering the overlapping community structure of complex networks in nature and society. Nature 435 (7043), 814-818.
- Adamcsek, B., Palla, G., Farkas, I. J., Derényi, I., & Vicsek, T. (2006). CFinder: locating cliques and overlapping modules in biological networks. Princeton university press.
- Derényi, I., Palla, G., & Vicsek, T. (2005). Clique percolation in random networks. Physical review letters 94 (16), 160202.